# Yasser Corona
Yasser Anwar Corona Delgado (ur. 28 lipca 1987 w Tepic) – meksykański piłkarz występujący na pozycji środkowego obrońcy, trener piłkarski, obecnie prowadzi reprezentację Meksyku U-18.

## Kariera klubowa
Corona jest wychowankiem klubu Monarcas Morelia, do którego seniorskiej drużyny został włączony jako dziewiętnastolatek przez szkoleniowca Marco Antonio Figueroę. W meksykańskiej Primera División zadebiutował 12 listopada 2006 w przegranym 1:2 spotkaniu z Américą, jednak pozostawał głębokim rezerwowym drużyny i nie potrafił sobie wywalczyć miejsca w wyjściowym składzie. Już po roku przeniósł się do drugoligowej filii Morelii – ekipy Mérida FC, z którą w wiosennym sezonie Clausura 2009 jako kluczowy zawodnik triumfował w rozgrywkach Primera División A, co wobec porażki po rzutach karnych w decydującym dwumeczu z Querétaro nie zaowocowało jednak awansem do najwyższej klasy rozgrywkowej. Bezpośrednio po tym zawodnik powrócił do pierwszej ligi, na zasadzie wypożyczenia przenosząc się do zespołu Jaguares de Chiapas z siedzibą w Tuxtla Gutiérrez. Tam spędził rok bez większych sukcesów, regularnie pojawiając się na boiskach, zaś 14 listopada 2009 w przegranej 2:3 konfrontacji z Atlasem strzelił swojego premierowego gola w pierwszej lidze.
Latem 2010 Corona został wypożyczony do drużyny Puebla FC, w której barwach również nie odniósł poważniejszych osiągnięć, jednak pełnił rolę kluczowego zawodnika linii defensywy. Po upływie roku powrócił do swojego macierzystego Monarcas Morelia, gdzie spędził kolejne sześć miesięcy, będąc wyłącznie rezerwowym, po czym razem ze swoim kolegą klubowym Luisem Miguelem Noriegą po raz drugi w karierze udał się na wypożyczenie do Jaguares de Chiapas, tym razem w ramach transakcji wiązanej – w przeciwną stronę powędrowali Óscar Razo i Christian Valdéz. Tym razem w barwach Jaguares pełnił jednak głównie rolę rezerwowego, zaś w styczniu 2013, również na zasadzie wypożyczenia, zasilił ekipę San Luis FC z miasta San Luis Potosí, gdzie występował przez pół roku, po czym klub został rozwiązany.
W lipcu 2013 Corona został wypożyczony do Querétaro FC, gdzie z miejsca wywalczył sobie pewną pozycję na boku obrony, a za sprawą udanych występów już po roku dołączył do klubu na zasadzie transferu definitywnego. W sezonie Clausura 2015 jako podstawowy piłkarz formacji obronnej zdobył z nim wicemistrzostwo kraju, jednak bezpośrednio po tym, w lipcu 2015 podczas spotkania reprezentacji, doznał poważnego urazu łąkotki, wskutek którego musiał pauzować przez kolejne osiem miesięcy.
| Sezon     | Klub                | Kraj   | Rozgrywki  | Mecze | Bramki |
| --------- | ------------------- | ------ | ---------- | ----- | ------ |
| 2006/2007 | Monarcas Morelia    | Meksyk | Liga MX    | 1     | 0      |
| 2007/2008 | Mérida FC           | Meksyk | Ascenso MX | 14    | 1      |
| 2008/2009 | Mérida FC           | Meksyk | Ascenso MX | 22    | 0      |
| 2009/2010 | Jaguares de Chiapas | Meksyk | Liga MX    | 24    | 1      |
| 2010/2011 | Puebla FC           | Meksyk | Liga MX    | 32    | 2      |
| 2011/2012 | Monarcas Morelia    | Meksyk | Liga MX    | 9     | 0      |
| 2011/2012 | Jaguares de Chiapas | Meksyk | Liga MX    | 6     | 1      |
| 2012/2013 | Jaguares de Chiapas | Meksyk | Liga MX    | 4     | 0      |
| 2012/2013 | San Luis FC         | Meksyk | Liga MX    | 12    | 1      |
| 2013/2014 | Querétaro FC        | Meksyk | Liga MX    | 34    | 2      |
| 2014/2015 | Querétaro FC        | Meksyk | Liga MX    | 37    | 4      |
| 2015/2016 | Querétaro FC        | Meksyk | Liga MX    |       |        |

## Kariera reprezentacyjna
W 2015 roku Corona został powołany przez selekcjonera Miguela Herrerę do reprezentacji Meksyku na Złoty Puchar CONCACAF. Podczas tego turnieju zadebiutował w seniorskiej kadrze narodowej, 15 lipca 2015 w zremisowanym 4:4 meczu fazy grupowej z Trynidadem i Tobago, zaś ogółem rozegrał podczas niego dwa z sześciu możliwych spotkań (obydwa w wyjściowym składzie). Meksykanie triumfowali wówczas w rozgrywkach po pokonaniu w finale Jamajki (3:1).